# Castrol Honda VTR
Castrol Honda VTR es un videojuego de carreras con licencia de motocicleta, desarrollado conjuntamente por Interactive Entertainment y Bubble Boy y lanzado en Europa y Japón para PlayStation. El juego presenta la Honda VTR1000 SP-1 y los pilotos Aaron Slight y Colin Edwards de la temporada 2000 del Campeonato Mundial de Superbikes.

## Jugabilidad
El jugador controla a un motociclista (los nombres predeterminados son A.Slight y C.Edwards) en carreras en varias pistas de carreras internacionales. Los modos de juego son "Single Race" (practica un solo recorrido), "Championship" (compite durante toda la temporada), "2 Player Race" (pantalla dividida contra un jugador humano en un solo recorrido) y "2 Player Championship" (pantalla dividida contra un jugador humano). de toda la temporada). El campo consta de 24 corredores, incluidos participantes humanos; sin embargo, debido a las limitaciones del hardware de PlayStation, se ven un máximo de siete corredores de IA simultáneamente. Las opciones de juego incluyen "Dificultad" (novato, amateur, profesional), "duración de la carrera" (3, 5, 10 vueltas o "carrera completa" de 100 km). En "Pruebas de habilidad" (Aficionado, Profesional) se pueden activar la asistencia de dirección, la asistencia de frenado y los daños. En la configuración de la bicicleta se pueden modificar la caja de cambios (automática o manual), las relaciones de transmisión y los neumáticos. El juego presenta algunos efectos gráficos especiales como destellos de lentes solares, senderos de tierra al conducir sobre césped y efectos de reflejos metálicos en las bicicletas en el modo de repetición.

## Recepción
Video Games escribió: "En comparación con el Moto Racer World Tour probado en la edición 11/2000 (66 por ciento), el equipamiento de moto de Midas es una broma. Los vehículos de dos ruedas ruedan con baches por la pista y los aspirantes en la simulación toman curvas de forma muy irreal a 270 kilómetros por hora. Pero incluso sin una fuerte competencia, no le desearía este título a nadie en el disco Sony. Los modos de juego son demasiado limitados (carrera única, campeonato, entrenamiento y dos jugadores) y la traducción al alemán es demasiado incorrecta. En la época de Moto GP y Ducati World, Castrol Honda VTR no es digno de la PlayStation".